# Mljetski statut
Mljetski statut je pravni akt heterogenog sadržaja i službeno neuređene pravne strukture. Nije sačuvan izvorni primjerak statuta iz 1345. g., ali je sačuvano pet kasnijih rukopisnih prijepisa izvornoga teksta. Najstariji sačuvani primjerak potječe iz 15 st., a pisan je arhaičnim talijanskim jezikom. U ovome tzv. „bečkom primjerku” primjetna je razlika u rukopisu što govori o više prepisivača i bilježnika koji su tijekom nekoliko stoljeća u knjigu dodavali novelacije. Opsega je 79 listova pergamenta i formata 22 x 15 cm. Izvorni tekst Statuta sadrži samo 68 numeriranih glava, nakon kojih slijede novelacije i odluke dubrovačkoga kneza i Vijeća (ukupno 52), susljedno dopisivane od 1417. do 1803. Prvih 27 glava je gotovo identično onima iz starijega Lastovskog statuta, što nedvosmisleno potvrđuje da se mljetsko pravo oslanjalo na znatno starije običajne regule primjenjivane na širemu prostoru od samoga otoka.
Ovaj su pravni dokument austrijske vlasti odnijele iz Arhiva Dubrovačke Republike, ili 1818. ili 1833. g., zajedno s velikom količinom arhivske građe. Veći dio arhivske građe vraćen je poslije Prvoga, te dijelom poslije Drugoga svjetskog rata, ali ovaj se statut i dalje čuvao u knjižnici Vrhovnoga suda u Beču sve do 19. siječnja 1990. g. kad je predan tadašnjem predstavniku Povijesnoga dubrovačkog arhiva u Zagrebu. Zbog oštećenosti korica ostao je na restauraciji u Zagrebu, a po završetku restauracije dopremljen je 1995. u Dubrovnik.
Osim spomenutoga „bečkog primjerka”, postoje još i noviji prijepisi Mljetskog statuta: dvodijelni „dubrovački franjevački primjerak” u knjižnici samostana Male braće u Dubrovniku (18. st.), „dubrovački arhivski primjerak” (18. st.), te „zadarski primjerak” u prijepisu franjevca Sebastijana Frankovića (1834.).